# Дрімлюга суматранський
Дрімлюга суматранський (Caprimulgus concretus) — вид дрімлюгоподібних птахів родини дрімлюгових (Caprimulgidae). Мешкає в Південно-Східній Азії.

## Опис
Довжина птаха становить 21-22 см. Верхня частина тіла коричнева, поцяткована каштановими плямками, "комір" на шиї відсутній. Крила темно-коричневі зі світлими краями, поцятковані каштановими і охристими плямками.  спина темна, пера на ній мають широкі охристі края. Під дзьобом білі "вуса", на горлі біла пляма. Нижня частина тіла коричнева, поцяткована каштановими смугами, живіт і боки охристі, поцятковані коричневими смугами. Крайні стернові пера на кінці білі, на крилах білі плями відсутні. У самиць білі плями на хвості зазвичай також відсутні. Голос — низький, скорботний крик "вау-уу", друга нота має нисхідний тон. Цей крик можна почути на світанку, у присмерках та місячними ночами.

## Поширення і екологія
Суматранські дрімлюги мешкають на Суматрі, Калімантані та на острові Белітунг, в Індонезії, Малайзії і Брунеї. Вони живуть у вологих рівнинних тропічних лісах, на узліссях і галявинах. Живляться комахами, яких ловлять в польоті. Сезон розмноження триває з березня по травень.

## Збереження
МСОП класифікує цей вид як вразливий. За оцінками дослідників, популяція суматранських дрімлюг становить від 15 до 30 тисяч птахів. Їм загрожує знищення природного середовища.